# Пестун, Ефим Григорьевич
Ефим Григорьевич (Хаим Гиршевич) Пестун (1889, Могилёв, Могилёвская губерния, Российская империя — 1937, Москва, СССР) — советский партийный и государственный деятель. Расстрелян в 1937 году. Реабилитирован посмертно.

## Биография
С 1904 года — член Бунда, в 1912 году арестован, приговорён к ссылке, 19 марта 1917 г. освобождён из ссылки.
С 1918 года — член РКП(б), в 1919 году — заместитель комиссара по транспорту Гомельской губернии, в 1919—1920 гг. — председатель Гомельского губернского совета кооператива пищевых продуктов. С июля 1920 — секретарь Гомельского губернского комитета РКП(б), затем заместитель председателя Гомельского губернского революционного комитета, с 1920 по июнь 1921 — ответственный секретарь Гомельского губернского комитета РКП(б), с июня по ноябрь 1921 года — председатель исполнительного комитета Гомельского губернского Совета рабочих, солдатских и крестьянских депутатов.
В 1921—1922 годах — уполномоченный ЦК РКП(б) в Башкирской АССР, в 1922—1923 гг. — председатель Донского областного совета профсоюзов, с декабря 1923 до июня 1925 гг. — ответственный секретарь Якутскогo областного комитета ВКП(б), в 1926—1929 гг. — начальник Иваново-Вознесенского губернского агитпропотдела, а в 1929—1930 гг. — Ивановского промышленного областного комитета ВКП(б).
С 1930 по сентябрь 1931 года — начальник отдела массовой агитации Ивановского промышленного областного комитета ВКП(б), позже секретарь Средневолжского областного комитета ВКП(б), в 1934—1937 годах — начальник политического отдела зернового совхоза «Гигант» Северо-Кавказского края.
В 1937 году арестован. 29 июля 1937 года исключен из рядов партии бюро Сальского РК ВКП(б) как арестованный органами НКВД. Этапирован в Москву. Внесен в Сталинский расстрельный список «Москва-центр» от 7 декабря 1937 года по 1-й категории («за» Сталин, Молотов, Жданов). 10 декабря 1937 года осужден к ВМН ВКВС СССР по обвинению в «антисоветской деятельности». Расстрелян в тот же день. Место захоронения — спецобъект НКВД «Коммунарка». 10 марта 1956 года реабилитирован посмертно ВКВС СССР.